# ダグラス・ホフスタッター
ダグラス・リチャード・ホフスタッター（Douglas Richard Hofstadter、1945年2月15日 - ）は、アメリカ合衆国の認知科学、物理学、比較文学の研究者である。外界との関係における自己意識、意識、類推形成、芸術的創造、文学の翻訳、数学や物理学における発見などの概念を研究している。
1979年に出版された『ゲーデル、エッシャー、バッハ』は、ピューリッツァー賞 一般ノンフィクション部門とアメリカ図書賞科学部門を受賞した。2007年に出版された『わたしは不思議の環』は、『ロサンゼルス・タイムズ』の図書賞（科学・技術部門）を受賞した。

## 若年期と教育
ホフスタッターは、ニューヨークでユダヤ人の両親のもとに生まれた。父は、1961年にノーベル物理学賞を受賞したロバート・ホフスタッターである。父方の叔母は、進化生物学者スティーヴン・ジェイ・グールドの母方の叔父と結婚していた。
父が教授を務めていたスタンフォード大学のキャンパスで育ち、1958年から59年にかけてジュネーヴ・インターナショナル・スクールに通った。1965年にスタンフォード大学の数学科を優秀な成績で卒業し、1975年にオレゴン大学で物理学のPh.D.を取得した。オレゴン大学在学中には、磁場中のブロッホ電子のエネルギー準位の研究により、「ホフスタッターの蝶」と呼ばれるフラクタルを発見している。

## 学術におけるキャリア
1988年よりインディアナ大学ブルーミントン校の芸術科学部で認知科学と比較文学の特別教授を務めている。概念と認知に関する研究センター(Center for Research on Concepts and Cognition)を指揮し、流動的類推研究グループ(Fluid Analogies Research Group, FARG)を形成している。
1977年にインディアナ大学の計算機科学部に着任し、精神機能のコンピュータモデリングの研究プログラム（彼はこれを「人工知能の研究」と称していたが、現在は「認知科学の研究」と称している）を開始した。1984年にミシガン大学に移籍して心理学の教授となった。1988年にインディアナ大学ブルーミントン校に戻り、認知科学と計算機科学の両方を担当する"College of Arts and Sciences Professor"に就任した。また、科学史・科学哲学、哲学、比較文学、心理学の非常勤教授にも任命されたが、これらの学科との関わりは名目的なものであると自身は述べている。1988年、懐疑主義的研究委員会の最高栄誉である"In Praise of Reason"賞を受賞した。2009年4月にアメリカ芸術科学アカデミーのフェローとアメリカ哲学協会の会員に、2010年にウプサラのスウェーデン王立科学協会の会員に選出された。

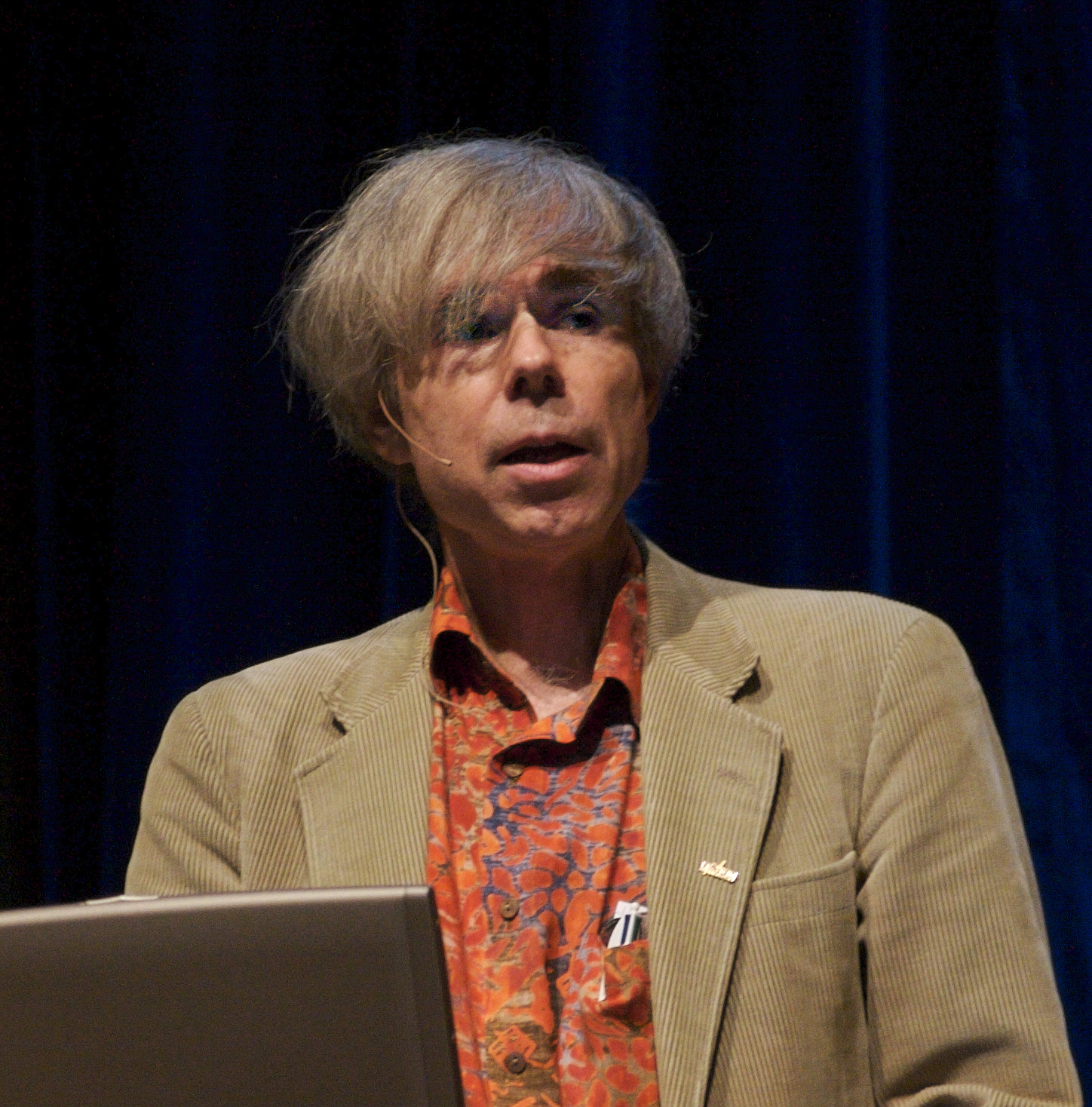
2006年のシンギュラリティ・サミットで発表中のホフスタッター

ミシガン大学とインディアナ大学では、メラニー・ミッチェルと共同で「高水準の知覚」の計算モデル「Copycat」を開発したり、ロバート・M・フレンチと共同で「Tabletop」プロジェクトを開発するなど、類推形成や認知に関するいくつかのモデルを発表している。ホフスタッターの博士課程指導学生であるジェームズ・マーシャルは、Copycatを拡張したMetacatを開発している。「レター・スピリット」プロジェクトは、スタイル的に統一された「グリッドフォント」（グリッドに限定された書体）をデザインすることで、芸術的創造性をモデル化することを目的としたもので、ゲイリー・マグロウとジョン・レーリングにより実装された。最近のモデルとしては、ボンガード問題と数列のミクロ領域における高度な知覚と類推をそれぞれモデル化した「Phaeaco」（実装：Harry Foundalis）や「SeqSee」（実装：Abhijit Mahabal）、三角形の幾何学における知覚と発見のプロセスをモデル化した「George」（実装：Francisco Lara-Dammer）などがある。
ホフスタッターは、仕事の内外を問わず、美の追求をしてきた。美しい数学的パターン、美しい説明、美しい書体、詩の中の美しい音のパターンなどを求めている。ホフスタッターは自分のことを「私は文系と芸術の世界に片足を突っ込み、科学の世界にもう片足を突っ込んでいる人間だ」と言っている。彼は、大学のギャラリーで何度か作品展を開催している。そこでは、自身のグリッドフォント、アンビグラム、ワーリー・アート（インドのさまざまなアルファベットを基にした形を使った、音楽にインスパイアされた視覚的パターン）などを展示している。「アンビグラム」という言葉は1984年にホフスタッターが考案したもので、その後多くのアンビグラム研究者がこの概念を取り入れている。
ホフスタッターは、認知的誤り（主に言い間違い）、ボンモット（ユーモアのある警句、名文句）、様々な類推を収集・研究し、これらの多様な認知の産物を長年にわたって観察しており、その背景にあるメカニズムについての理論は、彼とFARGのメンバーが開発した計算モデルのアーキテクチャに強い影響を与えている。
全てのFARGの計算モデルには、以下のような重要な原則がある。
- 人間の思考は、何千もの独立した小さな行動が並行して行われ、現在活性化している概念に偏っていること
- 活性化された概念から、活性化されていない「隣の概念」へと活性化が広がっていくこと
- 並行して行われる活動のランダム性の度合いを調整する「精神的な温度」があること
- 有望な道は、そうでない道よりも早く探索される傾向があること

また、FARGモデルには、「全ての認知は類推から構築される」という包括的な哲学がある。これらの概念を共有する計算機アーキテクチャは、「アクティブ・シンボル」アーキテクチャと呼ばれている。
ホフスタッターは、意識は脳内の低レベルの活動が生み出したものであるという説を唱えている。これは『ゲーデル、エッシャー、バッハ』(GEB)で初めて表明し、その後の著書にも示されている。GEBでは、アリのコロニーの社会的組織と、ニューロンのまとまったコロニーとしての心とを比較している。ホフスタッターは、我々が自我を持っている（私が「私」である）という感覚は、彼が「不思議の環」と呼ぶ抽象的なパターンに由来すると主張している。これは、音や映像のフィードバックのような具体的な現象と抽象的には類似したものであり、ホフスタッターは「レベルクロス・フィードバック・ループ」と定義している。ゲーデルの不完全性定理の核心である自己言及的な構造は、不思議の環の典型的な例である。2007年に出版された『わたしは不思議の環』では、ホフスタッターの意識に関するビジョンをさらに推し進め、人間が感じる「私」は、1つの脳に限定されるのではなく、多数の脳に分散しているとしている。
ホフスタッターの著作は、形式と内容の間の強い相互作用によって特徴付けられる。例えば、GEBの20の対話は、その多くがカノンやフーガといったバッハが用いた厳格な音楽形式を議論しつつ、文章の形式がそれを模倣している。また、GEBでは対話と章、『マインズ・アイ』では選集と考察、『メタマジック・ゲーム』では章と後書きといったように、ホフスタッターの著書の多くは、何らかの構造的な変化を特徴としている。ホフスタッターは、著書でも教育でも、常に例や類推を用いて具体性を強調し、抽象的な表現を避けている。代表的なものに「群論とガロア理論の視覚化」というセミナーがあるが、これは抽象的な数学的アイデアをできるだけ具体的に表現したものである。また、学生が理解できないのは、決して学生のせいではなく、常に自分のせいであると主張している。
ホフスタッターは言語に情熱を注いでいる。母語である英語に加えて、フランス語とイタリア語を流暢に話す。家で子供と話す言語はイタリア語である。"Le Ton beau de Marot: In Praise of the Music of Language"は、言語と翻訳、特に詩の翻訳について書かれた長編の本である。この本の中で、ホフスタッターは自分のことを「パイリンガル」(pilingual)（π=3.14159...個の言語に精通しているという意味）と冗談めかして表現し、また、「オリゴグロット」(oligoglot)（oligo は「少数」、glotは「言語に通じている」の意で、「いくつかの言語に通じている」の意）であるともしている。

### ホフスタッターの法則
ホフスタッターの法則は、GEBで述べられた次の法則である。
いつでも予測以上の時間がかかるものである — ホフスタッターの法則を計算に入れても。

### 教え子
ホフスタッターが博士課程を指導した学生の中で、著名な人物を挙げる。
- デイヴィッド・チャーマーズ
- ロバート・M・フレンチ（英語版）
- スコット・A・ジョーンズ - 人力検索エンジン「チャチャ（英語版）」を製作した。
- メラニー・ミッチェル（英語版）

## 人物像
ホフスタッターは、「コンピュータを中心としたオタク文化には違和感を覚える」と語っている。彼は「（自身の聴衆の）大部分はテクノロジーに魅了された人たちのようだ」と認めているが、自身の研究が「多くの学生がコンピュータや人工知能の分野でキャリアを始めるきっかけになった」と示唆されたときには、それは喜ばしいこととしつつも、自身は「コンピュータには全く興味がない」と答えている。そのインタビューの中で、彼はインディアナ大学で2度行った講義についても言及しており、その中で彼は「高く評価されている多くのAIプロジェクトや全体的なアプローチを懐疑的に見ている」と述べている。例えば、ディープ・ブルーがガルリ・カスパロフを打ち負かした際には、彼は「それは分水嶺となる出来事だったが、コンピュータが知的になったこととは関係ない」とコメントしている。ホフスタッターがコンピュータに対し興味がないのは、天文学者が望遠鏡に対し興味がないことに似ている。彼は著書『メタマジック・ゲーム』の中で、「今の時代、創造性と美に魅せられた人が、その本質を探求する究極のツールをコンピュータの中に見ないでいられるだろうか」と述べている。
ホフスタッターは、シンギュラリティ（人工知能が人類に代わって文明の進歩の主役になる瞬間）の予測に刺激されて、このテーマに関するいくつかの公開討論会を企画し、参加している。1999年にインディアナ大学でこのテーマのシンポジウムを開催した。2000年4月にはスタンフォード大学で「スピリチュアル・ロボット」と題した大規模なシンポジウムを開催し、レイ・カーツワイル、ハンス・モラベック、ケビン・ケリー、ラルフ・マークル、ビル・ジョイ、フランク・ドレイク、ジョン・H・ホランド、ジョン・コーザをパネルディスカッションに招き、ホフスタッターが司会を務めた。また、2006年5月にスタンフォード大学で開催された第1回シンギュラリティ・サミットに、ホフスタッターがパネリストとして招待されている。ホフスタッターは、近い将来にシンギュラリティが起こるという予測に疑問を呈している。
1988年、オランダの監督ピート・フーンデルドス(Piet Hoenderdos)は、ホフスタッターとダニエル・デネットの共著『マインズ・アイ』に基づいて、ホフスタッターとその思想についてのドキュメンタリードラマ"Victim of the Brain"を制作し、ホフスタッターの研究についてのインタビューを収録した。

## コラム
1981年にマーティン・ガードナーが『サイエンティフィック・アメリカン』誌のコラム「数学ゲーム」(Mathematical Games)の連載を止めたとき、ホフスタッターがコラム執筆を引き継ぎ、1983年まで「メタマジック・ゲーム」（原題は"Metamagical Themas"で、"Mathematical Games"のアナグラムになっている）というコラムを連載した。
このコラムにおいて、ホフスタッターは「この本の書評」(Reviews of This Book)という概念を導入した。これは、「書評を集めた本」というような本を作ろうとしたとして、その本自身についての評を掲載しようとすると、書評の転載元自身が自分自身である、という「たちの悪い」自己言及となるというものである（最終原稿を読んでの書評、あるいは旧版についての書評が新版に載る、といった形で、その本自身についての書評がその本に収録されている、というような自己言及は一般的に存在する）。
ホフスタッターは『サイエンティフィック・アメリカン』誌に掲載したコラムで、性差別的な言葉の有害な影響をテーマにしており、著書『メタマジック・ゲーム』でもその話題を取り上げている。それは、"A Person Paper on Purity in Language"（言語の純度に関する個人論文）という1985年のコラムで、人種差別と人種差別的な言葉に対する読者の推定される反発を梃子にして、性差別と性差別的な言葉に対する類似した反発を引き起こすという、痛烈な類推に基づく風刺であり、ウィリアム・サファイア(William Safire)をもじった「ウィリアム・サタイア」(William Satire)というペンネームで発表している。
「メタマジック・ゲーム」では、フレデリック・ショパンのピアノ曲（特にエチュード）のパターン、超合理性（相手も自分と同等の知性を持っていると仮定して協力すること）の概念、哲学者ピーター・サバーが開発した、法制度の自己修正方法に基づいたノミックという自己修正ゲームなど、さまざまなテーマを扱っていた。

## 私生活
ホフスタッターは、ブルーミントンでキャロル・アン・ブラシュ(Carol Ann Brush)と出会い、1985年にアナーバーで結婚した。キャロルとの間にはダニー(Danny)とモニカ(Monica)という2人の子供がいた。キャロルは1993年に膠芽腫により亡くなった。子供はまだ5歳と2歳だった。1996年、キャロルの名を冠した「キャロル・アン・ブラシュ・ホフスタッター記念奨学金」がインディアナ大学ボローニャ校の学生のために設立された。ホフスタッターの著書"Le Ton beau de Marot"は2人の子供に捧げられており、その献辞には"To M. & D., living sparks of their Mommy's soul"（MとD、ママの魂の生きた証しへ）とある。
2010年の秋に中国出身のバオフェン・リン(Baofen Lin)と出会い、2012年9月にブルーミントンで結婚した。
『わたしは不思議の環』の献辞には、"To my sister Laura, who can understand, and to our sister Molly, who cannot."（理解できる姉妹のローラと、理解できない姉妹のモリーへ）とある。ホフスタッターはその本の序文の中で、姉妹のモリーには言語を話したり理解したりする能力に障害があったことを説明している。
ホフスタッターは、意識や共感に関する態度の結果として、生涯のほぼ半分を菜食主義者として過ごしてきた。
ホフスタッターは、数多くのピアノのための曲、数曲のピアノと声楽のための曲を作曲している。ホフスタッターは、これらの作品を収録したCD"DRH/JJ"を制作した。演奏は、ピアニストのジェーン・ジャクソンを中心に、ブライアン・ジョーンズ、ダフナ・バレンボイム、ギタンジャリ・マトゥールと、ホフスタッター自身が担当した。
ホフスタッターは、日本の絵本作家安野光雅（パズル的・幾何学的なテーマの絵を好む）のファンで、2人は、他数名と共に一緒に食事をしたこともある。

## 大衆文化において
1982年に出版されたアーサー・C・クラークの小説『2010年宇宙の旅』（『2001年宇宙の旅』の続編）では、チャンドラ博士が、HAL9000は「ホフスタッター・メビウスの輪」に陥っていると説明している。
ホフスタッターの著書"Fluid Concepts and Creative Analogies: Computer Models of the Fundamental Mechanisms of Thought"は、Amazon.comで最初に購入された書籍だった。

## エグバート・B・ゲブスタッター
ホフスタッターの著書の索引（時には本文）には、エグバート・B・ゲブスタッター(Egbert B. Gebstadter)という架空の作家が登場する。この名前は、『ゲーデル、エッシャー、バッハ』の略称"GEB"に由来している。ホフスタッターの本には、それに対応するゲブスタッターの本がある（"Gödel, Escher, Bach"に対する"Copper, Silver, Gold"（銅、銀、金）、"Metamagical Themas"に対する"Thetamagical Memas"、"I Am A Strange Loop"に対する"U Are an Odd Ball"など）。ゲブスタッターの本は、いずれもオーストラリア・パースにある出版社、アスィディク・ブックス(Acidic Books)から発行されたことになっている。これは、ホフスタッターの本を発行しているニューヨークのベーシック・ブックス(Basic Books)に対応するものである。

## 著作物

### 書籍
以下にホフスタッターの出版された書籍を列挙する（掲載されているISBNは、もしあればペーパーバック版のもの）:
- "Gödel, Escher, Bach: an Eternal Golden Braid" 1979年、Basic Books, ISBN 0-465-02656-7
  - 『ゲーデル、エッシャー、バッハ――あるいは不思議の環』野崎昭弘・はやしはじめ・柳瀬尚紀訳、白揚社、1985年5月。ISBN 4-8269-0025-2。
  - 『ゲーデル、エッシャー、バッハ――あるいは不思議の環』野崎昭弘・はやしはじめ・柳瀬尚紀訳（20周年記念版）、白揚社、2005年10月。ISBN 4-8269-0125-9。
- Metamagical Themas (ISBN 0-465-04566-9) - 『サイエンティフィック・アメリカン』誌の同名のコラムや、その他のエッセイをまとめ、それぞれに後書きを付けたもの。
  - 『メタマジック・ゲーム――科学と芸術のジグソーパズル』竹内郁雄・斉藤康己・片桐恭弘訳、白揚社、1990年9月。ISBN 4-8269-0043-0。
  - 『メタマジック・ゲーム――科学と芸術のジグソーパズル』竹内郁雄・斉藤康己・片桐恭弘訳（新装版）、白揚社、2005年10月。ISBN 4-8269-0126-7。
- Ambigrammi: un microcosmo ideale per lo studio della creatività （イタリア語版のみ）
- Fluid Concepts and Creative Analogies (ISBN 0-465-02475-0) - 指導する大学院生数名との共著
- Rhapsody on a Theme by Clement Marot (ISBN 0-910153-11-6) （1996年、「グレース・A・タナー人間の価値観講座」シリーズの第16巻）
- Le Ton beau de Marot: In Praise of the Music of Language (ISBN 0-465-08645-4) - クレマン・マロの翻訳の問題を扱い、マロの詩『A une damoyselle malade（Ma mignonne）』の12の異なる翻訳が掲載されている。
- I Am a Strange Loop, 2007年 (ISBN 0-465-03078-5)
  - 『わたしは不思議の環』片桐恭弘・寺西のぶ子訳、白揚社、2018年8月。ISBN 978-4-8269-0200-7。
- Surfaces and Essences: Analogy as the Fuel and Fire of Thinking (ISBN 0-465-01847-5) - Emmanuel Sanderとの共著。初版はフランスで出版された"L'Analogie. Cœur de la pensée"で、2013年に英訳されアメリカで出版。

### 論文
- "Energy levels and wave functions of Bloch electrons in rational and irrational magnetic fields", Phys. Rev. B 14 (1976) 2239.
  - オレゴン大学時代に書いたもので、その後の研究に多大な影響を与えた。ホフスタッターは、この結晶格子内の電子のエネルギー準位がシステムの磁場の関数であり、フラクタル集合を構成すると予測した。すなわち、小さなスケール構造で見られる磁場の繰り返しパターンによって大きなスケールにおけるエネルギー準位の分布が変わるということである。このフラクタル構造は一般に「ホフスタッターの蝶」と呼ばれ、後に実験によって確認された。
- "A non-deterministic approach to analogy, involving the Ising model of ferromagnetism", in Eduardo Caianiello（英語版） (ed.), The Physics of Cognitive Processes. Teaneck, NJ: World Scientific, 1987.
- "To Err is Human; To Study Error-making is Cognitive Science"（デイビット・J・モーゼーとの共著）, Michigan Quarterly Review, Vol. XXVIII, No. 2, 1989, pp. 185–215.
- "Speechstuff and thoughtstuff: Musings on the resonances created by words and phrases via the subliminal perception of their buried parts", in Sture Allen (ed.), Of Thoughts and Words: The Relation between Language and Mind. Proceedings of the Nobel Symposium 92, London/New Jersey: World Scientific Publ., 1995, 217–267.
- "On seeing A's and seeing As", Stanford Humanities Review Vol. 4, No. 2 (1995) pp. 109–121.
- "Analogy as the Core of Cognition", in Dedre Gentner（英語版）, Keith Holyoak（英語版）, and Boicho Kokinov (eds.) The Analogical Mind: Perspectives from Cognitive Science, Cambridge, MA: The MIT Press/Bradford Book, 2001, pp. 499–538.

ホフスタッターはこれ以外にも50以上の論文を Center for Research on Concepts and Cognition に発表している。

### その他の関わった書籍
以下に挙げるのは、ホフスタッターが序文を書いたり、編者として関わった書籍
- The Mind's I (Daniel Dennett共編) (ISBN 0-465-03091-2 and ISBN 0-553-01412-9)
  - 『マインズ・アイ―コンピュータ時代の「心」と「私」』 ダニエル・デネットとの共編著、坂本百大訳、1992年 TBSブリタニカ 上巻 ISBN 4-48-492126-X 下巻 ISBN 4-48-492127-8
- Alan Turing: The Enigma by Andrew Hodges. （序文）
- Gödel's Proof （2002年改訂） Ernest Nagel、James R. Newman 著。ホフスタッター編。 (ISBN 0-8147-5816-9)。ホフスタッターはこの本の初版（1958年）が彼の若いころに重大な影響を与えたと述べている。
- Who invented the computer? The legal battle that changed computing history. (2003年) by Alice Rowe Burks.
- Alan Turing: Life and Legacy of a Great Thinker by Christof Teuscher （編者）
- Jason Salavon: Brainstem Still Life (ISBN 981-05-1662-2) 2004年 （紹介文）
- Masters of Deception: Escher, Dali & the Artists of Optical Illusion 2004年 by Al Seckel. ホフスタッターははしがきを書いた。
- King of Infinite Space: Donald Coxeter, the Man Who Saved Geometry by Siobhan Roberts, Walker and Company, 2006.  ホフスタッターははしがきを書いた。

### 翻訳
- Eugene Onegin: A Novel Versification（ISBN 0-465-02094-1、1999年） - アレクサンドル・プーシキンによるロシア語の本の翻訳
- The Discovery of Dawn（ISBN 978-0-8478-3109-8、2007年） - ワルテル・ヴェルトローニによるイタリア語の本の翻訳
- That Mad Ache（ISBN 978-0-465-01098-1、2009年） - フランソワーズ・サガンとホフスタッターのフランス語の共著"Translator, Trader: An Essay on the Pleasantly Pervasive Paradoxes of Translation"の翻訳